# Marja-Sisko Aalto
Marja-Sisko Aalto, née à Lappeenranta le 29 juillet 1954, est une écrivaine finlandaise de romans policiers et ancienne pasteure de l'Église évangélique luthérienne. Elle est vicaire de la paroisse d'Imatra de 1986 à 2010. Elle devient célèbre en tant que première pasteure finlandaise ouvertement transgenre. En 2009, l'Association des femmes finlandaises a nommé Aalto Vuoden Lyyti (fi), le prix annuel attribué par Naisasialiitto Unioni, la ligue des féministes finlandaises. Depuis sa démission comme vicaire, elle poursuit une carrière d'écrivaine.

## Biographie

### Jeunesse et éducation
Marja-Sisko Aalto est née Olli-Veikko Aalto le 29 juillet 1954 à Lappeenranta en tant que septième enfant d'une fraterie de huit et est assignée garçon à la naissance. Elle entre à la faculté de théologie de l'université d'Helsinki en 1973.

### Carrière cléricale
Marja-Sisko Aalto est vicaire dans la paroisse d'Imatra de 1986 à 2010.
En novembre 2008, elle fait son coming out de femme trans et annonce son intention d'effectuer une opération de réattribution sexuelle. Elle choisit le prénom de Marja-Sisko parce qu'il s'agit de celui que ses parents voulaient lui donner si elle naissait fille, comme ils espéraient. Elle se préoccupe de la question du genre dès l'âge de trois ans. Bien que ses parents aient voulu une fille, ils n'acceptent pas sa transidentité. Par exemple, ils sont en colère quand Aalto, enfant, a demandé pourquoi elle ne peut pas porter de jupe alors que toutes les autres filles en portaient une.
Le coming-out d'Aalto en tant que femme trans provoque une grande controverse dans l'Église. L'évêque de Mikkeli, Voitto Huotari, déclare qu'il n'y a aucun obstacle juridique pour qu'Aalto continue comme vicaire, mais prédit qu'il y aura des problèmes. En 2009, près de 600 membres quittent la paroisse d'Imatra. En novembre 2009, Aalto reprend le poste de vicaire après avoir passé un an en congé. En mars 2010, elle demande à pouvoir démissionner, en partie à cause de la discrimination dont elle est victime,.
Elle est élue notaire du diocèse de Kuopio par l'Église évangélique luthérienne en 2010.

### Carrière d'écrivain
Depuis sa démission de son poste de vicaire, Marja-Sisko Aalto poursuit une carrière d'écrivaine de romans policiers. Son premier roman policier, Murha tuomiokapitulissa (Meurtre au cimetière), est publié à l'automne 2013. Son deuxième roman, Tappavaa lunta (Neige meurtrière), est publié à l'occasion de la Journée nationale des anciens combattants le 27 avril 2015. L'ouvrage est dédié aux vétérans de la guerre de Laponie et poursuit l'histoire du protagoniste du livre précédent.

## Vie privée
Aalto s'est mariée deux fois et a trois enfants.

## Œuvres
- (fi) Murha tuomiokapitulissa, Icasos, 2013 (ISBN 978-9526789620)
- (fi) Tappavaa lunta, Icasos, 2015 (ISBN 978-9526789644)
- (fi) Ikoni, Icasos, 2016 (ISBN 978-9526789675)
- (fi) Korppi, Icasos, 2018 (ISBN 978-9526878027)
- (fi) Timantti, Icasos, 2019 (ISBN 978-9526878034)
- (fi) Maan nielemät, 2020 (ISBN 978-9526878089)
- (fi) Veri, 2021 (ISBN 978-9527412039)